# ایوانکی
ایوان کی غربی ترین بخش استان سمنان است.این بخش در ۵۵ کیلومتری خاور تهران قرار دارد. جمعیت این شهر طبق سرشماری سال ۱۳۹۵، ۱۲٬۴۶۲ نفر می‌باشد.

## زبان
برخی از پژوهشگران گویش مردم شهر ایوان کی را تلفیقی از گویش مازندرانی و فارسی دری می‌دانند.

## تاریخ
در کتاب تاریخ سیاسی ایران نوشته دکتر عبدالرفیع حقیقت تاریخ بناشدن شهر ایوانِ کِی به ۱۷۶ سال قبل از میلاد توسط فرهاد اول اشکانی میرسد.فرهاد اول (اشک پنجم)تپورستان را تسخیر کرد و مردم آمارد را مجبور نمود که دربند دریای خزر و راهی را که از خراسان به ماد می‌رفت، حفظ کنند. 
ایوان کی به دلیل موقعیت مهم جغرافیایی خود در زمان‌های دور به نام پیل کاسپین  (پل منطقه کاسپین یا همان دریای خزر) در کتب یونانی با نام کاسپیا پیلی (Κασπία πύλη) یا دربند خزر بوده و در زمان پادشاهی کیانیان به‌دلیل اینکه یکی از مکان‌های مهم آن زمان بوده و دربار شاه کیانیان در آنجا زیاد آمد و شد داشتند به نام ایوانِ کِی (ایوانِ کِی خسرو و کِی کاووس) تغییر نام یافت و تاکنون نیز همچنان با این نام شناخته می‌شود. آثار به‌جامانده از ایوانِ کِی قدیم که در زلزله کهن از بین رفته در جول دره (جُل دره) (درهٔ گود و عمیق) موجود است.
نام های پیشین کهن شهر ایوان کی: دربند خزر،پیل کاسپین،ایوان کیف

## موقعیت جغرافیایی
ایوانِ کِی، غربی‌ترین بخش استان سمنان است از این رو آن را پیشانی استان نام نهاده‌اند. شهری است با جمعیتی بیش از ۱۲۰۰۰ نفر در ۵۵ کیلومتری شرق تهران؛ که از شمال با شهرهای  کیلان، آبسرد و دماوند و از جنوب با کویر، از جنوب غربی با ورامین، از شرق با گرمسار و از غرب با پاکدشت و تهران همسایه است. این شهر محل رویارویی دو دنیای متفاوت است. در ۲۵ کیلومتری این شهر جاده سر سبز فیروزکوه قرار دارد و در ۱۵ کیلومتری جنوب شهر، کویر قرار دارد.

## اقتصاد
در حال حاضر ایوانِ کِی یکی از فعال‌ترین مناطق صنعتی استان سمنان با ۳ شهرک صنعتی فعال بوده ولی جمعیت بومی شهر اکثراً به کارهای آزاد و کشاورزی و تجارت مشغولند و به تازگی پذیرای سیل مهاجران از استان‌های همجوار و حتی دور هستند.
این بخش دارای تنوع محصولات کشاورزی زیادی می‌باشد که مهمترین آنها خربزه زرد وسوسکی،انار و انجیر است. دارای آب و هوایی سرد و خشک در زمستان و گرم در تابستان بوده و حدوداً در ارتفاع ۱۲۰۰ متری از سطح دریا می‌باشد. ایوانکی از چند صد سال پیش تا به امروز در مسیر تاریخی جاده ابریشم بوده و دارای معادن زیادی از جمله نمک، گچ و آهک می‌باشد. وجود شهرکهای صنعتی رو به رشد  موجب گسترش این شهر گردیده ‌است.

## سوغات
سوغات ایوان کی در بخش کشاورزی میتوان به خربزه های محلی (زرد، زرد جلالی و سوسکی)انار و انجیر اشاره کرد.
از دیگر سوغات میتوان به شیرینی های سنتی (حلوا جوز ،بورساق، دستورقاضی، نان پنجره ای، کاک)نام برد. 
شیرمال میلادکاشفی پز یکی از سوغات محبوب ایوانکی میباشد که  به روش آب پز پخت و به یازار عرضه میگردد.

## دانشگاه‌هاو موسسات آموزش عالی ایوانِ کِی
طی چند سال گذشته ۵ دانشگاه در این شهر تأسیس شده‌است. از دانشگاه‌های فعال در ایوانِ کِی می‌توان به دانشگاه‌های ذیل اشاره کرد:
- دانشگاه ایوان کی
- مؤسسه آموزش عالی مولوی
- دانشگاه پیام نور ایوانِ کِی
- دانشکده سما واحد ایوانِ کِی
- مؤسسه آموزش عالی آریا